# Camí de Casa Grives

El Camí de Casa Grives, respecte del terme d'Abella de la Conca

El Camí de Casa Grives és un camí del terme municipal d'Abella de la Conca, a la comarca del Pallars Jussà.
Arrenca del Camí de Carreu, a ponent del lloc on era Casa Grives, al nord-est del Tossal de la Doba. Des d'aquell lloc s'adreça cap a llevant, on hi havia hagut Casa Grives; passa per les Grives i el Coll de la Torre, i s'adreça al sud de Casa Xinco, on enllaça amb el Camí dels Planells. Pertany a la partida de les Vielles.
És una zona on s'han trobat vestigis de poblament medieval o més antic, així com elements paleontològics relacionats amb l'hadrosaure Pararhabdodon isonensis.

## Etimologia
Es tracta d'un topònim romànic modern, de caràcter descriptiu: pren el nom de la desapareguda Casa Grives, a la qual menava.